# キルシスの戦い
キルシスの戦い（キルシスのたたかい、英語: Battle of Kilsyth）は、1645年8月15日にスコットランドのキルシスで起きた、清教徒革命（三王国戦争）でのスコットランド内戦の戦い。数的に不利にもかかわらず、王党派のモントローズ侯爵ジェイムズ・グラハムが再び国民盟約（カヴェナンター）に勝利、ウィリアム・ベイリーの攻撃を完全に終わらせた。

## 戦前の動き
1645年、ベイリーの軍はパースでスコットランド身分委員会の会議に参加していた。ベイリーには6千の歩兵と800の軍馬の指揮権を与えられ、そこにファイフで徴募した兵士、イングランドからの正規軍、モントローズ侯に敗北した残兵が加わった。騎兵は主に竜騎兵であった。さらにラナーク伯爵ウィリアム・ハミルトンがその兄のハミルトン公爵ジェイムズ・ハミルトンの領地クライズデールで徴募した軍を連れて北上していた。
モントローズがこれらの動きを知ると、それらが全て合流する前に各個撃破する策をとった。ダンケルドから行軍したモントローズはパースを避けてキンロス、グレンファーグ、アロアを通り、スターリング近くでフォース川を渡河、さらに遠回りしてスターリング城に近寄らなかった。8月14日の夜にはキルシスの傍のコリアム城の牧草地に駐屯した。
ベイリーはすぐモントローズ軍の進軍を知ったが、その目的の特定に時間がかかった。敵に先手を取られ、ラナーク軍が危険に陥ったことがわかると、ベイリーは南下してスターリング（現代のA9道路にあたる場所）に到着した。モントローズがコリウムに到着した同じ夜、ベイリーはそこから3マイル離れたホリンブッシュ（英: Hollinbush）に駐屯した。到着が夜遅くだったがベイリー軍はそこで休息をとった。
夜中に偵察部隊を派遣して王党派の位置を特定したベイリー軍は翌朝早くバントンに移動した。バントンは王党派の駐屯地の東に位置し、コリウムと比べて高台になっていた。

## 戦闘の経過
王党派は敵の本軍が現れたことにも慌てなかった。ベイリーは敵がよく準備されたこと、自軍がフル装備で数マイル行軍したことを鑑みて、バントンに留まってラナークの援軍が現れるまで待つことを選んだ。もしラナーク軍が現れたら、王党派を挟み撃ちにでき、そこでモントローズがラナーク軍に攻撃することを選んだら自軍は後ろからモントローズ軍を攻撃できる、と踏んでの選択であった。さらにモントローズがカヴェナンター本軍を直接攻撃した場合、高地にある数で上回る敵を攻撃することになり、極めて不利である。
ベイリーの決定は正しかったが、彼の命令には身分委員会の批准が必要だった。この委員会にはアーガイル侯爵アーチボルド・キャンベル、クロフォード伯爵ジョン・リンジー、タリバーディン伯爵ジョン・マレー、バルフォアのバーリー卿ロバート・バルフォア、エルチョ卿デヴィッド・ウィームズ、そして数人のカルヴァン派聖職者がいたが、彼らはモントローズ軍が逃走することを恐れてモントローズ軍への側面進軍を命令した。ベイリーは反対したが聞き入れられなかった。
カヴェナンター軍が進軍を開始すると、その左翼（側面進軍だったため、今や前方にいる）はモントローズ軍の左翼にあたるマクリーン氏族の騎兵に攻撃し、右翼は王党派の騎兵を攻撃した。それ以外の兵士には特に命令がなく各自攻撃したため混戦となった。モントローズは機に乗じて騎兵とハイランダー軍を混乱したカヴェナンターの縦隊への攻撃に投入、王党派の騎兵も後にこの攻撃に参加した。ベイリー軍は破られ、逃げ出した。
カヴェナンター軍は約4分の3の損害を出した。ベイリー自身は騎兵の援護で南へ逃走したが、ケルビン川近くのダラター湿原（英: Dallatur Bog）で捕まった。彼は騎兵を置いていかなければならなかったが逃走に成功し、無事スターリング城に着いた。後年、フォース・アンド・クライド運河の工事中、このとき死亡した数人の兵士の遺体が引き上げられた。このうちの1人は乗馬したままだったという。

## その後
ラナークの軍は敗北を知ると四散し、ラナーク自身と身分委員会はイングランドへ逃亡した。このため、モントローズは短期間ながらスコットランドを主宰し、グラスゴーへ入ると国王チャールズ1世の名において議会を招集した。
しかし、モントローズが知らぬ間にイングランド王党派はキルシスの戦いが起こる2ヶ月前の6月14日、イングランド内戦（第一次イングランド内戦）のネイズビーの戦いで議会派に敗れ、国王軍は壊滅的な損害を被った。モントローズは国王を支持して南下しようとしたが、自身も9月13日のフィリップホフの戦いで決定的に敗北した。

## 記念
戦場には記念塚が建てられたほか、戦場は2009年のスコットランド歴史環境政策により、ヒストリック・スコットランドに保護されている。また、8月14日のモントローズ軍駐屯を記念して、コリウム城の草地は「騎兵公園」（英: Cavalry Park）と呼ばれた。